# Список эпизодов телесериала «Сыны анархии»
Список эпизодов американского телевизионного телесериала «Сыны анархии» в жанре криминальной драмы. Выходил на кабельном телеканале FX с 3 сентября 2008 года по 9 декабря 2014 года. Является одним из самых успешных сериалов канала FX.
Сериал рассказывает об одном из чаптеров международного клуба байкеров, который занимается незаконной продажей оружия, но при этом пытается защитить свой городок Чарминг от наркоторговли. В центре сюжета — противоречивые фигуры Джекса Теллера, сына основателя и бывшего президента клуба Джона Теллера, матери Джекса Джеммы и его отчима Клэя.

## Обзор сезонов
| Сезон | Сезон | Эпизоды | Оригинальная дата выхода | Оригинальная дата выхода | Зрители в США (млн) |
| Сезон | Сезон | Эпизоды | Премьера сезона          | Финал сезона             | Зрители в США (млн) |
| ----- | ----- | ------- | ------------------------ | ------------------------ | ------------------- |
|       | 1     | 13      | 3 сентября 2008          | 26 ноября 2008           | 2,21                |
|       | 2     | 13      | 8 сентября 2009          | 1 декабря 2009           | 3,67                |
|       | 3     | 13      | 7 сентября 2010          | 30 ноября 2010           | 3,22                |
|       | 4     | 14      | 6 сентября 2011          | 6 декабря 2011           | 5,45                |
|       | 5     | 13      | 11 сентября 2012         | 4 декабря 2012           | 4,37                |
|       | 6     | 13      | 10 сентября 2013         | 10 декабря 2013          | 7,48                |
|       | 7     | 13      | 9 сентября 2014          | 9 декабря 2014           | 4,60                |

## Список серий

### Сезон 1 (2008)
| № общий | № в сезоне | Название                               | Режиссёр                    | Автор сценария               | Дата премьеры    | Произв. код | Зрители в США (млн) |
| --- | ---------- | -------------------------------------- | --------------------------- | ---------------------------- | ---------------- | ----------- | ------------------- |
| 1 | 1          | «Пилотная серия» «Pilot»               | Аллен Култер и Майкл Диннер | Курт Саттер                  | 3 сентября 2008  | 1WAB79      | 2,53                |
| Майянцы грабят оружейный склад в Чарминге, штат Калифорния, принадлежащий Sons of Anarchy Motorcycle Club Redwood Original (SAMCRO, Сыны анархии), а затем сжигают его дотла. Джексон «Джекс» Теллер, вице-президент SAMCRO, едет в клуб Сынов Анархии после визита к своей беременной бывшей жене Венди Кейс, наркоманке, сидящей на героине и метамфетамине. Заглянув в шкафчик для хранения вещей в поисках старых детских вещей, он обнаруживает старые памятные вещи своего умершего отца Джона, в том числе мемуары о жизни Джона как одного из основателей Сынов анархии. В мемуарах подробно рассказывается о больших надеждах и разочарованиях Джона в «Сынах анархии». Мать Джекса, Джемма, беспокоится о том, что ее сын становится мягким, и говорит о страхе своему мужу, президенту SAMCRO Клэю Морроу. |            |                                        |                             |                              |                  |             |                     |
| 2 | 2          | «Семя» «Seeds»                         | Чарльз Хейд                 | Курт Саттер                  | 10 сентября 2008 | 1WAB01      | 2,20                |
| Заместитель начальника полиции Дэвид Хейл обнаруживает тела двух иммигрантов без документов (которых Тиг Треджер укрывал в обмен на сексуальные услуги) под руинами сгоревшего склада оружия SAMCRO. Продажный начальник полиции Чарминга Уэйн Ансер, который скоро уходит на пенсию, обещает сбить Хейла со следа SAMCRO, если клуб защитит один из его грузовиков. Джекс приказывает Омлету выкопать несколько недавно захороненных трупов для подмены. Банда угоняет грузовика начальника полиции Ансера и шантажирует его, заставляя отложить выход на пенсию до тех пор, пока SAMCRO не возобновит торговлю оружием. Тара обвиняет Джемму, что та дала Венди героин, который чуть не убил ее, и теперь Венди восстанавливается после передозировки. Рыжий обдумывает вариант вернуться в SAMCRO из-за растущих счетов. Тиг и Бобби забирают тела иммигрантов и кремируют их. |            |                                        |                             |                              |                  |             |                     |
| 3 | 3          | «Луна-парк» «Fun Town»                 | Стивен Кей                  | Курт Саттер                  | 17 сентября 2008 | 1WAB02      | 2,10                |
| Тристен, малолетнюю дочь известного бизнесмена и землевладельца в Чарминге Эллиота Освальда, изнасиловали во время карнавала , организованного приезжими. Освальд обращается к SAMCRO за правосудием. Полиция ждет от Тристен ответов, но ее родители возражают, опасаясь, что это дело привлечет внимание СМИ. Связной SAMCRO с Подлинной ИРА прибывает в Чарминг с грузовиком автоматов АК-47, спрятанных в бочках с топливом, отправленных из Данглоу. После того, как Венди приходит в сознание, Тара заставляет ее признаться, поставляла ли Джемма ей героин. Джемма приносит Венди цветы и предупреждает ее, чтобы она ничего не рассказывала Таре. Затем Джемма навещает Тристен и ее мать и убеждает их раскрыть личность насильника. SAMCRO выслеживают насильника, карнавального клоуна, и приводят его к Эллиоту, который принёс особый нож, обычно использующийся для кастрации быков, но в этот раз ножом будут кастрировать насильника. Когда Эллиот передумывает и отступает, Клэй сам выполняет кастрацию, а затем кладет в сумку нож с отпечатками пальцев, чтобы использовать его для шантажа Эллиота: Клэй беспокоится, что застройщики, заинтересованные землёй, привлекут нежелательное внимание к Чармингу. |            |                                        |                             |                              |                  |             |                     |
| 4 | 4          | «Перебой» «Patch Over»                 | Пэрис Баркли                | Джеймс Д. Паррайотт          | 24 сентября 2008 | 1WAB03      | 2,25                |
| Клуб едет в Индиан-Хиллз, Невада, чтобы отдать оружие на хранение братскому клубу «Племя Дьяволов». Когда Маянцы создают угрозу, Клэй решает «присоединить» Племя, делая их официальным подразделением Сынов анархии. На вечеринке, посвященной присоединению, Омлет флиртует с Черри, обслуживающей Племя, но Клэй спит с ней, чтобы наказать Омлета за его проступок. Когда Джекс замечает мотоциклы Маянцев, стоящие возле местного бара, он заманивает их в засаду к клубу Племени. Джошуа Кон, агент АТФ, начинает расследование в отношении SAMCRO и становится свидетелем их перестрелки с Маянцами. Джемма пытается узнать больше о Таре и предупреждает ее держаться подальше от Джекса. Кто-то анонимно отправляет Таре фото Джекса, занимающегося сексом с девушкой, которую он подобрал по дороге в Индиан-Хиллз. |            |                                        |                             |                              |                  |             |                     |
| 5 | 5          | «Возвращение» «Giving Back»            | Тим Хантер                  | Джек Лоджиудис               | 1 октября 2008   | 1WAB04      | 2,19                |
| Джемма проводит сбор средств для средней школы Чарминга, в город возвращается Кайл Хобарт, изгнанный член клуба, ответственный за арест Рыжего. Кайл и Рыжий улаживают свои разногласия в кулачной драке, но Джекс и Рыжий замечают, что Кайл не свёл татуировку Сынов анархии. Сыны заманивают его в клуб и Тиг выжигает ее паяльной лампой. Отто Делани, член SAMCRO, находящийся в тюрьме в Стоктоне, становится посредником в сделке между Клэем и Чаком Марстейном, бухгалтером с синдромом навязчивой мастурбации, который ищет защиты от своих бывших работодателей в китайской мафии. Банда помогает Чаку достать деньги из тайника в китайском ресторане, но, обнаружив, что деньги поддельные, заключает сделку и передаёт Чака мафиози Генри Линю. К Таре подходит агент Кон, её бывший любовник из Чикаго, против которого у Тары есть запретительный судебный приказ. |            |                                        |                             |                              |                  |             |                     |
| 6 | 6          | «AK-51» «AK-51»                        | Сет Манн                    | Николь Битти                 | 8 октября 2008   | 1WAB05      | 2,09                |
| Пайни Уинстон становится посредником продажи принадлежащих ИРА АК-47 Нейту Мейнеке, своему старому боевого приятелю. Мейнеке и несколько членов незаконного вооружённого формирования нападают на полицейский конвой, чтобы освободить сообщника, и убивают трех человек, включая полицейского. Клэй задержан агентом АТФ Джун Стал по подозрению в поставке оружия незаконному вооружённому формированию, и АТФ получает ордер на обыск автомастерской Джеммы, вынуждая Джекса импровизировать и спрятать остальное оружие в ассенизационном грузовике. Когда АТФ обыскивает здание клуба, агент Кон находит фотографию Тары с Джексом и впадает в ревнивую ярость, разрушая комнату Джекса. Стал узнает, что руководители Кона в Чикаго считают, что он в отпуске. Джемма узнает о свидании Клэя с Черри в Неваде и ломает Черри нос, за что попадает в тюрьму, где выясняет отношения с Клэем. Черри убеждает Джемму, что она не представляет угрозы, так как ее интересует Омлет. Стал отпускает Клэя на свободу после того, как АТФ не нашло оружия при обыске, хотя полицейские обнаружили бочки ИРА. Чтобы избежать дальнейших подозрений, SAMCRO взрывает базу незаконного вооружённого формирования в лесу. |            |                                        |                             |                              |                  |             |                     |
| 7 | 7          | «Старые кости» «Old Bones»             | Гвинет Хордер-Пейтон        | Дэйв Эриксон                 | 15 октября 2008  | 1WAB06      | 1,87                |
| Тара просит Джекса отвезти ее домой из больницы, агент Кон следует за ними. Джекс предупреждает Кона держаться подальше от Тары, и Кон в ответ проникает в дом Джеммы и оскверняет детскую Абеля. Джекс жестоко избивает его, Кона увольняют за нарушение федерального закона и запретительного судебного приказа. Строительная бригада обнаруживает кости трех жертв SAMCRO: двух байкеров Маянцев и Лоуэлла Харланда-старшего, отца механика в автомастерской. Клэй говорит Харланду-младшему, что его отец был убит Маянцами, но полиция заставляет Харланда-младшего сомневаться в версии Клэя, и во время рецидива он обвиняет Клэя в убийстве своего отца. Клэй признается, что убил Харланда-старшего, потому что тот был жестоким отцом и мужем. Бобби проверяет верность Черри Омлету, пытаясь переспать с ней, но она отвергает его попытки. Клэй, Тиг и Пыр организовывают договорной боксерский поединок, сделав большую ставку против Омлета, но когда Омлет неправильно понимает объятие между Черри и Клэем, он злится и нокаутирует противника вместо того, чтобы упасть. |            |                                        |                             |                              |                  |             |                     |
| 8 | 8          | «Тяга» «The Pull»                      | Гай Ферленд                 | Курт Саттер и Джек Лоджиудис | 22 октября 2008  | 1WAB07      | 2,14                |
| Эрнест Дарби, лидер Нордов, получает по почте конверт от бывшего агента Кона с доказательствами связи SAMCRO с ИРА. Дарби предлагает информацию лидеру Маянцев Маркусу Альваресу в обмен на убийство Клэя Морроу. С приближением выплаты ИРА за оружие SAMCRO изо всех сил пытаются получить наличные. Они обращаются к жене Отто Луанн Делани, порнопродюсеру, за щедрым кредитом, и получают остальные деньги, украв угнанный Нордами грузовик с топливом и продав его шефу полиции Уэйн Ансер. Омлет угоняет машину скорой помощи, пытаясь вернуть деньги, потерянные на договорном боксерском поединке, но его попытку высмеивают. Маянцы совершают неудачное покушение на Клэя во время встречи с агентом ИРА Кэмероном Хейсом. Хейс получает травму при покушении, его доставляют в здание клуба на машине скорой помощи, угнанной Омлетом. Маянцы также посылают людей за Дарби, но уходят, убив не того человека. Джекс идет к Таре за медикаментами для Хейса. Когда он уходит, Кон устраивает засаду на Тару, держа ее под дулом пистолета и признаваясь ей в любви. Он заставляет Тару «признаться» в аборте, когда они были вместе, а затем начинает раздеваться, оставляя свой пистолет в кобуре на прикроватном столике. Он пытается изнасиловать Тару, но она притворяется достаточно долго, чтобы схватить пистолет и выстрелить Кону в живот. Тара зовет Джекса на помощь, он приходит и предлагает позвонить в полицию, но предупреждает, что когда Кон выйдет из тюрьмы, он сможет снова прийти за Тарой. Кон слышит, как о нём говорят в соседней комнате, и называет Тару «шлюхой байкеров». Джекс врывается в комнату и стреляет Кону в голову, мгновенно убивая его, к ужасу Тары. Джекс успокаивает ее, и они целуются, а затем занимаются любовью в нескольких шагах от тела Кона. Тем временем SAMCRO и Маянцы готовятся к войне. |            |                                        |                             |                              |                  |             |                     |
| 9 | 9          | «И ад следовал за ним» «Hell Followed» | Билли Гейрхарт              | Бретт Конрад                 | 29 октября 2008  | 1WAB08      | 2,06                |
| Джекс хоронит Кона в неглубокой могиле. Ансер допрашивает Клэя и Дарби о покушении Маянцев на их жизнь. Клэй убеждает его привести Альвареса, чтобы все трое могли провести переговоры. Джекс обращается к Таре в больнице с просьбой помочь подлатать Хейса, который находится в тяжелом состоянии в клубе. Он просит ее остаться в Чарминге, несмотря на все, что произошло, и Тара соглашается, признавая, что Чарминг - единственное место, где она чувствовала себя в безопасности. Они возвращаются в клуб, и Тара помогает Хейсу. Альварес и Клэй встречаются и заключают мир; Альварес раскрывает информацию Кона, а Клэй предлагает продать Маянцам оружие для войны за территорию против Девяток. Клэй предупреждает Альвареса, что его люди захотят крови за попытку убийства, и Альварес предлагает своего сына Эсая, которого убивает Лыба. Донна ставит Рыжему ультиматум: она или SAMCRO. Хейс предлагает погасить задолженность SAMCRO за оружие и получить месяц бесплатного оружия за убийство информатора Бренана Хефнера. Рыжий соглашается взяться за эту работу, Клэй отправляет Бобби и Джекса в качестве подмоги. Рыжий колеблется в нужный момент, и Бобби вынужден вмешаться и закончить работу. Все трое быстро убегают, но их видит домработница Хефнера. Джекс возвращается к могиле Кона, чтобы сжечь его труп, и бросает воспоминания своего отца в огонь, но сожалеет о своем решении и достает обугленную рукопись из огня. |            |                                        |                             |                              |                  |             |                     |
| 10 | 10         | «Лучшая половина» «Better Half»        | Марио Ван Пиблз             | Пэт Чарльз                   | 5 ноября 2008    | 1WAB09      | 2,14                |
| АТФ распоряжается полицейским участком Чарминга, агент Стал отправляет Ансера в отпуск из-за его отношений с SAMCRO. Стал оказывает давление на женщин SAMCRO, совершая рейд на порнокомпанию Луанн и прессуя Донну, Черри, Тару и Джемму. Стал направляется в тюрьму штата Стоктон, чтобы добиться признания от мужа Луанн Отто в обмен на снисхождение в ее деле. Донна готовится расстаться с Рыжим раз и навсегда. Черри арестовывают за поджог квартиры жестокого мужа в Неваде, но Джекс убеждает Ансера предоставить ему доступ в тюрьму, где он предупреждает Луанн об уловке Стал с Отто, а затем освобождает Черри. Во время побега из тюрьмы Джекс видит, как заместитель начальника Хейл и агент Стал занимаются сексом. Луанн предупреждает Отто, что АТФ пытается выдвинуть обвинения по Закону RICO против SAMCRO, и во время следующего визита Стал в Стоктон Отто нападает на нее. Джекс приказывает Лыбе переправить Хейса и Черри в Канаду. |            |                                        |                             |                              |                  |             |                     |
| 11 | 11         | «Стукачок» «Capybara»                  | Стивен Кей                  | Курт Саттер и Дэйв Эриксон   | 12 ноября 2008   | 1WAB10      | 2,22                |
| Хотя Луанн освобождают, АТФ совершает рейд в клуб SAMCRO и арестовывает Бобби за убийство Бренана Хефнера. Рыжего, тем временем, нигде не найти, а Шустрый приносит Клэй и Тиг доказательства того, что Рыжий и его семья могут находиться в программе защиты свидетелей. Джекс скептически относится к доказательствам и правильно догадывается, что агент Стал пытается изобразить Рыжего перебежчиком. Заместитель начальника Хейл не согласен с высокомерным отношением Стал к безопасности Рыжего. Стал пытается убедить Донну, что клуб убьет Рыжего, когда он выйдет из-под стражи. АТФ отпускает Рыжего через 48 часов и без его ведома устанавливает жучки в его мобильный телефон, мотоцикл и машину. Тиг обыскивает вещи Рыжего во время встречи SAMCRO и находит жучки. Полагая, что он предал клуб, Тиг и Клэй соглашаются, что Рыжий должен умереть. Бывшая жена Джекса Венди возвращается из реабилитационного центра и навещает Джекса с Абелем в больнице, заставляя Тару сомневаться в своем будущем с Джексом. Джемма говорит Венди, что, если Венди останется чистой и начнет действовать сообща, Джемма сделает все возможное, чтобы Венди и Джекс снова были вместе. |            |                                        |                             |                              |                  |             |                     |
| 12 | 12         | «Сон младенцев» «The Sleep of Babies»  | Терренс О'Хара              | Курт Саттер                  | 19 ноября 2008   | 1WAB11      | 2,46                |
| Абель, наконец, достаточно здоров, чтобы вернуться домой. Венди видит нежный момент между Джексом и Тарой и понимает, что Джемма использует ее, чтобы добраться до Тары. Венди выясняет отношения с Джеммой, затем ставит Тару в известность, что намеревается наладить свои отношения с Джексом, и что Джемма полна решимости саботировать отношения Джекса и Тары. Продав все свое оружие из Ирландии и заплатив большую сумму за юридическую защиту Бобби, Клэй планирует продать собственное оружие клуба Маянцам. В Окленде Клэй и Джекс должны забрать оружие, а Тиг и Рыжий должны оставить деньги. Однако Клэй отдал Тигу приказ убить Рыжего. Стремясь играть за обе стороны в войне между Маянцами и Девятками, Клэй также договаривается с Лероем Уэйном - лидером Девяток - чтобы устроить засаду на участников сделки. Клэй и Джекс избегают засады невредимыми, и, когда Тигу предоставляется возможность убить Рыжего, он колеблется. Тиг говорит Клэю, что у него не было возможности убить Рыжего из-за хаоса перестрелки, поэтому Клэй приказывает Тигу закончить работу после вечеринки по случаю возвращения Абеля и сделать все, чтобы это выглядело как убийство, организованное Девятками. Чувствуя себя виноватым в том, что в результате действий Стал подставили невиновного человека, Хейл рассказывает Ансеру о жучках, которые АТФ установило Рыжему. На вечеринке по поводу возвращении Абеля Тара целует Джекса на глазах у Венди, а затем дает ему пощечину, когда он наедине просит ее не показывать отношения на глазах у Венди. Тара уезжает, Рыжий с семьей также уезжает. Рыжий везет детей домой на машине Донны, а Донна берет грузовик Рыжего, чтобы выполнить некоторые поручения для Джеммы, которая занята организацией вечеринки. Ансер появляется на вечеринке и говорит Клэю, что Рыжий невиновен. Клэй пытается отменить убийство, но Тиг пропускает вызов и стреляет в грузовик Рыжего из MAC-10, случайно убивая Донну. SAMCRO быстро прибывает на место преступления, и, когда все утешают опустошенного Рыжего, Джекс бросает яростный взгляд на Клэя, а Хейл обвиняет потрясенную Стал в смерти Донны. Джекс возвращается домой, Венди утешает его, и они занимаются сексом.                      |            |                                        |                             |                              |                  |             |                     |
| 13 | 13         | «Провидец» «The Revelator»             | Курт Саттер                 | Курт Саттер                  | 26 ноября 2008   | 1WAB12      | 2,48                |
| Джекс утешает Рыжего, который винит себя в смерти Донны, так как решил вернуться в SAMCRO. Джекс навещает Тару в больнице, чтобы проверить ее, и она плачет, чувствуя вину за убийство Кона. Также Тара не уверена в своем будущем с Джексом. Она рассказывает Джексу о своих планах покинуть Чарминг, и он обвиняет Тару в том, что она использует его для своей грязной работы. Джекс уверяет Тару, что она единственная, кого он когда-либо любил. Джемма утешает охваченного чувством вины Клэй, но приказывает ему быть сильным на глазах своих людей. Отец Рыжего Пайни жаждет нанести удар Девяткам в качестве мести за смерть Донны и требует от Клэя разрешения. Пайни едет в Окленд и требует встречи с Лероем Уэйном, Клэй отправляет за ним Джекса, Пыра и Омлета, чтобы он не натворил дел. Уэйн уверяет их, что Девятки не имели никакого отношения к убийству Донны. Адвокат Бобби Розен предупреждает Клэя, что домработница Бренана Хефнера готовится дать показания против Бобби и Рыжего. Клэй шантажирует Эллиота Освальда, чтобы тот помог SAMCRO выяснить личность свидетеля, чтобы они смогли заставить ее замолчать. Хейл умоляет Ансера помочь ему прижать клуб, но Ансер откровенно отказывается, так как байкеры должны вершить своё собственное правосудие. Хейл говорит Джексу, что он подозревает, что Клэй заказал Рыжего. Джекс требует правды от Клэя, но Клэй лжет и говорит Джексу выбросить это из головы для блага SAMCRO. Когда Джекс покидает клуб, Шустрый сообщает ему, что домработница Хефнера - 17-летняя девушка, и Джекс спешит, чтобы предотвратить ее убийство. Он останавливает Лыбу, Пыра и Тига незадолго до того, как они закончат работу, а затем дерется с Тигом (зная, что он убил Донну по приказу Клэя) в доме для свидетеля, а затем уходит и напивается, засыпая на кладбище Чарминга. Джекс просыпается и идет на похороны Донны. Тара дает ему косуху SAMCRO и целует, разочаровывая Венди. Он бросает знающий взгляд на Клэя, Джемму и Тига, прежде чем положить цветок на гроб и уйти. Пайни следует за ним и протягивает Джексу новую копию мемуаров его отца, заявляя, что «пришло время для перемен». Джекс посещает могилу своего отца, пока Джемма и Клэй нервно смотрят на него. |            |                                        |                             |                              |                  |             |                     |

### Сезон 2 (2009)
| № общий | № в сезоне | Название                              | Режиссёр             | Автор сценария                                                              | Дата премьеры    | Произв. код | Зрители в США (млн) |
| --- | ---------- | ------------------------------------- | -------------------- | --------------------------------------------------------------------------- | ---------------- | ----------- | ------------------- |
| 14 | 1          | «Белее белого» «Albification»         | Гай Ферленд          | Курт Саттер                                                                 | 8 сентября 2009  | 2WAB01      | 4,29                |
| SAMCRO разделен после смерти Донны. Клэй заключает новую оружейную сделку с Подлинной ИРА. Между тем, группа белых националистов укореняется в Чарминге и угрожает не только контролю SAMCRO над Чармингом; банда L.O.A.N. в маске Майкла Майерса похищает и подвергает групповому изнасилованию Джемму, а затем говорит ей, чтобы SAMCRO не продавал оружие черным и другим небелым бандам. |            |                                       |                      |                                                                             |                  |             |                     |
| 15 | 2          | «Небольшие разрывы» «Small Tears»     | Стивен Кей           | Джек Лоджудис                                                               | 15 сентября 2009 | 2WAB02      | 3,71                |
| Шеф полиции Уэйн Ансер находит Джемму на складе. Джемма вызывает Тару к себе домой за медицинской помощью. Ансер разбивает машину Джеммы, чтобы ее травмы выглядели как результат автомобильной аварии. На порнокомпанию Луанн Делани Кара Кара совершает рейд АТФ по указанию агент Стал, на которую в тюрьму напал муж Луанн Отто несколько месяцев назад. Конкурирующий продюсер Джорджи Карузо начинает красть таланты Луанн. После того, как Джекс и его люди говорят Карузо отступить, он бьет одну из бывших девочек Луанн, в результате та попадает в больницу. В отместку Сыны ломают павильон Карузо. У Джекса появляется идея предложить Луанн свободный склад клуба в качестве места для новой студии, а SAMCRO будет получать половину прибыли. Маянцы и Девятки приходят в SAMCRO за оружием после того, как было обнаружено тело убитого Рыжим Маянца. А Джей Уэстон тайно фотографирует первую встречу SAMCRO с Девятками. Зобель сообщает Маянцам о продаже SAMCRO Девяткам, и Маянцы устраивают засаду при обмене, в результате которой Бобби ранен. Клэй обвиняет Джекса в травме Бобби и предупреждает Джекса не принимать решения, предварительно не посоветовавшись с ним. |            |                                       |                      |                                                                             |                  |             |                     |
| 16 | 3          | «Доза» «Fix»                          | Гвинет Хордер-Пейтон | Дэйв Эриксон                                                                | 22 сентября 2009 | 2WAB03      | 3,49                |
| Романтический выходной Джекса и Тары прерывает телефонный звонок от Луанн, которая расстроена тем, что Клэй отправил Бобби вести ее бухгалтерию без предварительного уведомления. Клэй и Джемма публично выясняют отношения, Джемма начинает плакать. Бобби узнает, что Луанн много лет недоплачивала клубу, и Луанн спит с ним, чтобы сохранить это в секрете. Тара не нравится, когда Има, одна из старлеток Луанн, начинает флиртовать с Джексом. Зобель и Джекс пытаются натравить заместителя шерифа Хейла на противника. Рыжий и Омлет обнаруживают, что Норды продают метамфетамин в Чарминге, и трясут одного из дилеров Дарби, чтобы узнать, откуда взялся мет. Хейл решает не обыскивать лабораторию с метамфетамином. Сыны Анархии наведываются в лабораторию, Рыжий едва успевает выйти из здания до взрыва. Джекс упрекает Рыжий в его неосторожности, напоминая ему, что у него есть дети. |            |                                       |                      |                                                                             |                  |             |                     |
| 17 | 4          | «Эврика» «Eureka»                     | Гай Ферланд          | Курт Саттер и Бретт Конрад                                                  | 29 сентября 2009 | 2WAB04      | 3,76                |
| Джемма получает посылку с маской, принадлежавшей одному из ее насильников. Она следит за новым магазином сигар Зобеля и узнает в А Джей Уэстоне одного из напавших на нее. Джемма следует за Уэстоном и готовится застрелить его, но колеблется, когда слышит, как он разговаривает с сыном по телефону. SAMCRO присоединяется к остальным членам своего клуба в поездке в Орегон для благотворительной акции по донорству крови и забирает пистолеты у Кэмерона Хейса, чтобы доставить их в процессе. Из-за неисправного байка Бобби Тиг вылетает с дороги, его доставляют в больницу. После того, как медсестра проверяет Тига по своим каналам, его похищают охотники за головами из-за выписанного ордера. Джекс говорит, что нужно спасать Тига, в то время как Клэй планирует продолжить миссию по доставке оружия. После того, как Тиг подстрекает охотников за головами напасть на него, они отводят его в мотель, и Джекс и Клэй снова спорят, спасти Тига немедленно или ночью, чтобы их не заметили. Джекс уговаривает нескольких Сынов, те немедленно отправляются на помощь. Пайни на грузовике въезжает в стену мотеля, чтобы спасти Тига. После того, как оружие доставлено, Клэй ругает Джекса за его постоянные сомнения, на что Джекс напоминает ему об убийстве Донны, которое произошло в результате решения Клэя убить Рыжего без голосования клуба. Клэй говорит Джексу, что если он когда-либо снова упомянет об этом инциденте, Клэй убьет его. |            |                                       |                      |                                                                             |                  |             |                     |
| 18 | 5          | «Удар» «Smite»                        | Терренс О'Хара       | Крис Коллинз                                                                | 6 октября 2009   | 2WAB05      | 3,66                |
| Клэй и парни появляются в магазине сигар Зобеля «Безупречный дым», чтобы потребовать деньги за защиту . В ответ на это Зобель приказывает членам Арийского братства напасть на Отто Делани в тюрьме штата Стоктон, выбив ему единственный здоровый глаз. Сыны ссорятся на улице с Уэстоном и его дружками. Уэстон дает Дэвиду Хейлу DVD с видеозаписью, на которой Хейл принимает подарочный сертификат в «Безупречный дым» от Эрнеста Дарби, и еще один с доказательствами того, что Рыжий уничтожил их собственность. Хейл и Ансер спорят о своих связях с Зобелем и SAMCRO. Брат Хейла Джейкоб имеет связи с чиновниками и угрожает захватить недвижимость Эллиота Освальда через экспроприацию под предлогом строительства шоссе, а затем он по заниженной цене выкупит собственность. Хейл узнает тактику своего брата и предупреждает Джекса и Клэя, которые прерывают встречу Джейкоба и срывают сделку. Хейл также предупреждает Сынов, что Зобель и Уэстон следят за ними. Возле магазина Джемма узнает женщину, которая ее похитила, и пытается преследовать ее, но женщину на машине подбирает Уэстон. Затем Тара нечаянно пугает Джемму, и Джемма случайно ломает ей нос. В качестве наказания Тара пытается заставить ее обратиться к психиатру по поводу изнасилования. Тара сомневается в своем месте в клубе, и Джекс показывает ей рукопись своего отца. Когда Пыр пытается завести фургон у автомастерской, машина взрывается, и Пыра отбрасывает в сторону. |            |                                       |                      |                                                                             |                  |             |                     |
| 19 | 6          | «Кровоизлияние в мозг» «Falx Cerebri» | Билли Гирхарт        | Регина Коррадо                                                              | 13 октября 2009  | 2WAB06      | 3,31                |
| Пыр госпитализирован в критическом состоянии с субдуральной гематомой. Ансер и Шустрый пытаются помешать взять улики в автомастерской. Джемма дает Таре уроки стрельбы, и они вдвоем расстреливают машину Имы возле Кара Кара. Зобель связывается с контактом SAMCRO Кэмероном Хейсом и его сыном Эдмондом. Клэй торопится отомстить, и Джекс, опасающийся ловушки, сдается, поскольку знает, что большинство захочет расплаты. Рыжий говорит Джексу, что он на стороне Клэя в их споре. Ансер предоставляет Клэю домашние адреса Зобеля и Уэстона. Хейл, который решил помочь клубу в их войне с Зобелем, сопровождает SAMCRO в рейде на дом Уэстона, но они находят только двух его сыновей. Расстроенный Клэй громит «Безупречный дым». Джемма рассказывает Хейлу о светловолосой женщине, которая ее похитила, и Эрнест Дарби узнает в ней дочь Зобеля Полли. В «Безупречном дыму» Хейл угрожает подставить Полли за нападение при отягчающих обстоятельствах, и она говорит Хейлу, что ее отец проводит собрание в церкви в Мораде. Он приводит Полли в участок, чтобы она не предупредила отца. SAMCRO штурмует собрание, ожидая встретить что-то вроде собрания Ку-клукс-клана пишется, но вместо этого они видят тихое собрание нескольких семей, которые бегут при виде хорошо вооруженных Сынов анархии. Джекс мешает Клэю убить Зобеля на камеру. Прибывает отдел шерифа округа Сан-Хоакин и арестовывает всех, кроме Рыжего, который смог ускользнуть. |            |                                       |                      |                                                                             |                  |             |                     |
| 20 | 7          | «Исцеление» «Gilead»                  | Гвинет Хордер-Пейтон | Курт Саттер и Крис Коллинз                                                  | 20 октября 2009  | 2WAB07      | 3,70                |
| Агент Стал возвращается в Чарминг по следам Кэмерона Хейса и ИРА, и Хейл неохотно вводит ее в курс дела, в том числе рассказывая о разногласиях между Клэем и Джексом. За решеткой SAMCRO стремится заключить союзы, кузен Лероя Уэйна Рассел предлагает защиту Черной Партизанской Семьи в обмен на жизни двух предателей. Банда использует Шустрого как сексуальную приманку для первого предателя: Шустрый заманивает его в лазарет, где предателя избивают члены Семьи. По возвращении в тюремный двор Шустрого ранят заточкой члены Арийского братства. Рыжий подставляет второго предателя, подбрасывая кокаин в ее машину, а затем даёт наводку союзнику SAMCRO шерифу Вику Траммелу. Когда Траммел пытается арестовать цель, его ранят. Стал допрашивает Клэя об ИРА и задевает его эго, предполагая, что Джекс - настоящий мозг клуба. По возвращении в камеру Клэй бъет Джекса, а Бобби не дает остальным разнять драку, чтобы у Клэя и Джекса была возможность разобраться. Стал с удовольствием наблюдает за дракой, пока драку не прекращают. Когда Стал допрашивает Джекса, он ничего не дает ей, но спрашивает об агенте Джоше Коне, предупреждая Стал, что «быть федералом опасно». Рыжий сближается с Лайлой, порнозвездой Луанн. Джемма обращается к Эллиоту Освальду за помощью по внесению непомерного залога за клуб, но тот отказывает. Джемма по душам разговаривает с дочерью Эллиота Тристен, которую также изнасиловали. В итоге Эллиот соглашается, но он говорит Джемме, что Чарминг не останется маленьким городком навсегда. |            |                                       |                      |                                                                             |                  |             |                     |
| 21 | 8          | «Приём» «Potlatch»                    | Пол Майбаум          | Курт Саттер и Миша Грин                                                     | 27 октября 2009  | 2WAB08      | 3,39                |
| Клэй благодарит Эллиота Освальда, возвращая окровавленный нож с отпечатками пальцев. Освальд сообщает Клэю, что он будет баллотироваться, как и Джейкоб Хейл, на пост мэра Чарминга, и просит поддержки SAMCRO. Отдалившаяся жена Пыра Фиона появляется у его больничной койки. Генри Лин и китайская мафия ищут нового поставщика оружия, так как Маянцы быстро вторгаются на их территорию с оружием, поставляемым Лигой американских националистов Зобеля. Они также навязывают Сынам Чаки Марстейна, которые неохотно берут его на место Бобби в качестве бухгалтера в Кара Кара. Клэй приходит к Эдмонду Хейсу за оружием, но его нет в наличии: последний товар был продан Лиге, а Эдмонд встречается с дочерью Зобеля Полли. SAMCRO пытается украсть оружие у Уэстона, но терпит неудачу. Головорезы Джорджи Карузо грабят студию Луанн, крадут фотоаппарат и несмонтированный материал, а также убивают сторожевую собаку в Кара Кара. Джекс и его люди принимают ответные меры, ворвавшись в студию Карузо с помощью Чаки, и крадут вещи Луанн. Карузо и его люди в ответ убивают Луанн и бросают ее тело на обочину дороги. Джемма планирует ужин с Тарой и Лайлой в надежде зарыть топор между Джексом и Клэем. На обеде Клэй и Джекс дерутся: Клэй винит Джекса в смерти Луанн и в неудавшейся попытке вернуть оружие. Джекс отвечает, что он не единственный «кто убил женщину». Джемма прерывает драку, разбивая большую тарелку о стол. |            |                                       |                      |                                                                             |                  |             |                     |
| 22 | 9          | «Судья» «Fa Guan»                     | Стивен Кей           | Бретт Конрад и Лиз Сагал                                                    | 3 ноября 2009    | 2WAB09      | 3,52                |
| Бордель Эрнеста Дарби накрывают, но две его девушки также работают на Кара Кара. Из-за растущего давления на порнопроизводство Клэй решает, что клуб необходимо закрыть и сместить внимание на контрабанду оружия, помогая китайской мафии восстановить их связи. Джекс считает, что Клэй пытается помешать его попыткам сделать клуб легальным. Клэй говорит, что порнобизнес уже стоил клубу «старушки», и Джекс в очередной раз упоминает о Донне. Клэй напоминает Джексу об обещании убить его, если он снова произнесет ее имя, и Джекс дает ему шанс, заявляя, что Клэю нужно большинство голосов, чтобы навсегда закрыть Кара Кара. Клэй отправляет Рыжего, Джекса, Бобби и Тига, чтобы запугать судью, который ведет дело торговца оружием. Ансер и Джемма вместе ходят на церковные службы. Зобель сообщает Хейлу местонахождение другого борделя Дарби и лаборатории по производству метамфетамина в надежде, что он поддержит Лигу в их споре с SAMCRO, но Хейл позволяет SAMCRO позаботиться о них. Дарби, разгневанный тем, что его продали, требует, чтобы Зобель принял меры против SAMCRO. Зобель отправляет Дарби и Уэстона сжечь склад, где находится Кара Кара, и Уэстон вырубает Дарби, а затем оставляет его умирать на горящем складе. На следующий день Джекс приходит на пожарище и, полагая, что это дело рук Клэя, заявляет, что покидает клуб и уходит к Бродягам. |            |                                       |                      |                                                                             |                  |             |                     |
| 23 | 10         | «Утешение» «Balm»                     | Пэрис Баркли         | Дэйв Эриксон и Стиви Лонг                                                   | 10 ноября 2009   | 2WAB10      | 3,38                |
| Тару отстраняют от работы, когда администратор обнаруживает, что она научила Пыра фальсифицировать симптомы, чтобы продлить пребывание в больнице. Пыра выписывают из больницы, он встречается с Джимми О'Феланом, который несколько десятилетий назад выгнал его из ИРА, украл его жену Фиону и растит его дочь Керрианн. Джимми хочет, чтобы Пыр организовал встречу между Клэем и ИРА для восстановления торговли оружием; когда Пыр отказывается, Джимми угрожает безопасности своей бывшей жены и Керрианн. Пыр обращается к агенту Стал, предлагая сообщить об ИРА в обмен на безопасность своей семьи. Стал и АТФ совершают рейд на убежище ИРА и арестовывают Эдмонда Хейса. Во время обычного изъятия Рыжий и Омлет находят ящики с самодельными пулями в изъятой машине. Они отслеживают пули до индейской резервации и заключают сделку с племенем, чтобы купить пули и псилоцибиновые грибы. Тиг пробует грибы и испытывает бэд-трип, раскаиваясь из-за вины в убийстве Донны. Ансер сообщает SAMCRO, что Кара Кара была сожжена группой мужчин, оправдывая Клэя. Джекс извиняется за то, что подозревал Клэя, и спрашивает его, хочет ли он всё еще, чтобы Джекс ушел; Клэй говорит, что да. На собрании Джекс получает голоса, необходимые для ухода из SAMCRO, и Джекс срезает нашивки клуба со своего жилета. Отчаявшись сохранить семью, Джемма признается, что ее изнасиловал Уэстон. Джекс забирает свои нашивки обратно. |            |                                       |                      |                                                                             |                  |             |                     |
| 24 | 11         | «Служба» «Service»                    | Фил Абрахам          | Телесценарий: Курт Саттер и Джек Лоджудис История: Брэйди Даль и Кори Учида | 17 ноября 2009   | 2WAB11      | 3,48                |
| Клэй навещает Джекса в его доме, и двое примиряются. Клэй делится историей Джеммы на встрече SAMCRO; клуб жаждет мести, но Клэй призывает к более стратегическому подходу. Измененный трипом, Тиг добивается близости Джеммы, а позже спрашивает подозрительного Рыжего, почему Донна была в его грузовике в ночь своей смерти. Рыжий выбивает полное признание от Тига, который возлагает вину на Стал, и Рыжий в ярости уезжает, чтобы найти ее. Преследуя Стал, он становится свидетелем того, как Пыр покидает штаб АТФ. Рыжий держит ее под дулом пистолета, но, похоже, решает не убивать ее, а затем показывает, что магазин на самом деле был пуст и отдает его Стал. Джекс идет за Зобелем на встречу с Маркусом Альваресом. Зная, что Уэстон будет расценивать это как окончательное предательство, Джекс приносит информацию на встречу. Клэй и несчастный Пыр встречаются с Джимми О'Феланом и возобновляют сделку по оружию SAMCRO с ИРА. После того, как Рыжий остыл, он спрашивает Джекса, как он может простить Клэя и Тига, и Джекс отвечает, что Клэй - это Клэй, «потому что мы его создали». Он дает Рыжему копию мемуаров своего отца. На собрании клуба Рыжий объявляет, что останется с клубом, чтобы помочь ему измениться, но требует, чтобы правда об убийстве Донны больше не беспокоила его семью. Он также сообщает, что видел Пыра с АТФ, но требует, чтобы клуб его выслушал. Пыр входит и рассказывает правду по собственному желанию, и клуб уверяет его, что защитит его семью, если он сделает все правильно с Джимми. Пайни врывается и пытается застрелить Клэя, опасаясь, что Рыжий собирается отомстить. Его останавливают остальные, и Клэй прощает Пайни. Тиг говорит Клэю, что Джемма боится, что Клэй больше не хочет ее; Клэй находит Джемму в офисе, и они занимаются любовью. |            |                                       |                      |                                                                             |                  |             |                     |
| 25 | 12         | «Выбраковка» «The Culling»            | Гвинет Хордер-Пейтон | Курт Саттер и Дэйв Эриксон                                                  | 24 ноября 2009   | 2WAB12      | 3,44                |
| Члены SAMCRO приводят свои семьи в клуб, готовясь к войне с Лигой. Чак Марстейн также приходит, пережив пожар на складе Кара Кара, и дает показания полиции о том, что он там видел. Когда администратор больницы Тары злорадствует над предстоящим слушанием дела Тары перед медицинской комиссией, Тара бьет ее по лицу и говорит отказаться от обвинений, иначе SAMCRO нанесет ей визит. Стал и ее новый информатор Эдмонд Хейс пытаются заманить в ловушку Джимми и SAMCRO во время оружейной сделки на складе армии/флота, который ИРА использует в качестве прикрытия. Но сделка заключается в гараже Эдмонда. Джимми отправляет ящик-приманку на внедорожнике на склад. Когда SAMCRO прибывает на склад, АТФ пытается сорвать сделку. Джимми нигде не видно, и когда АТФ и Эдмонд открывают ящик-приманку, все, что они находят, - это две мертвые крысы. Джекс рассказывает Уэстону, что Зобель в союзе с Маянцами; когда Уэстон находит наркотики в убежище Лиги, он восстает против Зобеля, убивая его связного с Маянцами и двух латиноамериканских упаковщиков наркотиков. Джекс просит Ансера позвонить в Службу защиты детей по поводу Уэстона. Джекс и Уэстон планируют драку десять на десять насмерть на складе в Чарминге, но посредине драки вмешивается полиция, которая арестовывает Уэстона за поджог Кара Кара. Сыны направляются в магазин сигар Зобеля, но там их встречает полиция и арестовывает Зобеля и его дочь Полли, когда Зобель говорит, что он спрятал в магазине наркотики. |            |                                       |                      |                                                                             |                  |             |                     |
| 26 | 13         | «Смута» «Na Trioblóidí»               | Курт Саттер          | Курт Саттер                                                                 | 1 декабря 2009   | 2WAB13      | 4,33                |
| Стал приказывает освободить Зобеля из тюрьмы, Зобель отказывается от полицейского сопровождения, а Маянцы прибывают в Чарминг, чтобы защитить свои вложения в него. Между тем, Уэстон также освобожден, поскольку показания Чака считаются ненадежными, так как он бывший преступник. Стал провоцирует, а затем убивает Эдмонда при самозащите. Джемма убивает Полли, но Стал в это время была за стеной и стала свидетелем. Она дает уйти Джемме, сначала получив ее отпечатки пальцев на месте преступления, а затем повесив на ее оба убийства. Кэмерон, считая, что Джемма убила его сына, в качестве мести похищает Абеля. Омлет пытался помешать, но получает ножевое ранение, от которого умирает. |            |                                       |                      |                                                                             |                  |             |                     |

### Сезон 3 (2010)
| № общий | № в сезоне | Название                                     | Режиссёр             | Автор сценария                                                | Дата премьеры    | Произв. код | Зрители в США (млн) |
| --- | ---------- | -------------------------------------------- | -------------------- | ------------------------------------------------------------- | ---------------- | ----------- | ------------------- |
| 27 | 1          | «СЫ» «SO»                                    | Стивен Кей           | Курт Саттер                                                   | 7 сентября 2010  | 3WAB01      | 4,13                |
| На похоронах Омлета неизвестные на машине расстреливают пришедших на похороны. Хейл погибает под колесами машины. Также умирает мальчик. |            |                                              |                      |                                                               |                  |             |                     |
| 28 | 2          | «Промасленный» «Oiled»                       | Гвинет Хордер-Пейтон | Курт Саттер и Дэйв Эриксон                                    | 14 сентября 2010 | 3WAB02      | 3,37                |
| Сыны допрашивают главаря Черепов, ответственного за расстрел на похоронах. Джемма навещает своего отца Нейта. В его доме она связывает сиделку, которая хотела сдать ее полиции. Кэмерона убивают свои же из-за неприятностей, которые он доставил, похитив Абеля. |            |                                              |                      |                                                               |                  |             |                     |
| 29 | 3          | «Сиделка» «Caregiver»                        | Билли Гирхарт        | Крис Коллинс и Регина Коррадо                                 | 21 сентября 2010 | 3WAB03      | 3,48                |
| SAMCRO подгоняет девочек с Кара Кара на вечеринку для азиатов. Подруга Рыжего также обслуживает клиентов, в какой-то момент Рыжий не выдерживает и начинает драку. В доме Нейта сиделка обманом вырубает Тару и пытается сбежать. Джемма случайно убивает сиделку, когда та напарывается на нож. Приезжает чистильщик (роль исполнил Стивен Кинг) и разбирается с телом. |            |                                              |                      |                                                               |                  |             |                     |
| 30 | 4          | «Дом» «Home»                                 | Гай Ферленд          | Курт Саттер и Лиз Сагал                                       | 28 сентября 2010 | 3WAB04      | 2,98                |
| Джемма збез ведома SAMCRO заключает сделку со Стал. Джемма без ведома Сынов едет в Чарминг увидеть Абеля. Ей звонят из Ирландии и сообщают, что Абель в Белфасте. От этой новости Джемма падает в обморок. |            |                                              |                      |                                                               |                  |             |                     |
| 31 | 5          | «Поворот за поворотом» «Turning and Turning» | Гвинет Хордер-Пейтон | Дэйв Эриксон и Марко Рамирес                                  | 5 октября 2010   | 3WAB05      | 3,12                |
| В Белфасте не могут определиться, вернуть ли Абеля отцу, поэтому Джекс получает противоречивые сведения о местонахождении Абеля. Выясняется, что Тара беременна. Джекс пытается заключить сделку со Стал: он сдаст ей ИРА, а взамен SAMCRO получит мягкие приговоры. |            |                                              |                      |                                                               |                  |             |                     |
| 32 | 6          | «Нажим» «The Push»                           | Стивен Кей           | Крис Коллинс и Джули Буш                                      | 12 октября 2010  | 3WAB06      | 2,85                |
| АТФ совершает рейд на клуб Сынов с целью найти следы лекарств, которые клуб отжал ранее у реднеков. Джекс обратился к Таре с просьбой помочь продать лекарства, но кто-то сдал Сынов. SAMCRO заключает перемирие с Маянцами, по чьему указу Черепа устроили разборки на похоронах Омлета. Джекс специально спит с Имой, чтобы оттолкнуть Тару, так как опасается за ее будущее в клубе. Джекс собирается ехать в Белфаст за сыном. |            |                                              |                      |                                                               |                  |             |                     |
| 33 | 7          | «Расширяя круг» «Widening Gyre»              | Билли Гирхарт        | Курт Саттер и Регина Коррадо                                  | 19 октября 2010  | 3WAB07      | 2,59                |
| Джемма с помощью Тары сбегает из больницы. SAMCRO вылетает в Белфаст. |            |                                              |                      |                                                               |                  |             |                     |
| 34 | 8          | «Лохан Мор» «Lochan Mor»                     | Гай Ферланд          | Дэйв Эриксон и Лиз Сагал и Курт Саттер                        | 26 октября 2010  | 3WAB08      | 2,67                |
| SAMCRO прибывает в Ирландии. Их сразу останавливает полиция, которой заплатили за депортацию Сынов. Их сажают в автозак, но благодаря Джемме Сыны выбираются и обезоруживают полицию. Пыр воссоединяется с семьей. Фургон, в котором едет SAMCRO, обстреливают Ольстерские добровольцы. Джейкоб Хейл хочет подмять бизнес в Чарминге, но владелец спортзала Лампи не соглашается продать свое здание. Сначала договариваться присылают Дарби, но он уходит ни с чем. Затем здание изнутри расстреливает один из мексиканцев. Отец Келлан Эшби сообщает Джексу, что Джимми О’Фелан хочет разорвать связь с SAMCRO и продавать оружие другому покупателю. Отец Келлан требует убить Джимми в обмен на Абеля. |            |                                              |                      |                                                               |                  |             |                     |
| 35 | 9          | «Тур» «Turas»                                | Стивен Кей           | Телесценарий: Крис Коллинз и Брейди Даль История: Курт Саттер | 2 ноября 2010    | 3WAB09      | 3,35                |
| Джимми хочет вернуть свою сбежавшую семью, но в результате перестрелки он оказывается под дулом пистолета Джеммы, и только жена Джимми мешает его убить. SAMCRO оказываются запертыми в амбаре. Машина, на которой они выбрались, взрывается, так как один из «союзников» Сынов подорвал ее по рации. Тара планирует аборт, до нужного места ее подвозит начальница. Их обеих останавливает машина с мексиканцем, и оказывается, что у начальницы также есть татуировки. |            |                                              |                      |                                                               |                  |             |                     |
| 36 | 10         | «Правда» «Firinne»                           | Гвинет Хордер-Пейтон | Курт Саттер и Вон Уилмотт                                     | 9 ноября 2010    | 3WAB10      | 3,18                |
| SAMCRO добиваются признания предателя, подорвавшему машину по рации, а затем убивают его. Джимми с наёмниками собираются окружить Сынов, но сам оказываются в ловушке. Ему удаётся сбежать. Клэй заставляет еще одного предателя снять нашивки клуба, а затем сталкивает его с крыши. Выясняется, что у Джона Теллера, основателя SAMCRO, была еще одна семья в Белфасте. Лидер Маянцев Альварес прикидывается мертвым, чтобы помочь Сынам. Джекс спрашивает у отца Келлана, почему тот не выдает Абеля. Отец Келлан говорит, что когда-то пообещал Джону Теллеру, что его сын – Джекс – не пойдет по его стопам, но не сдержал обещания. Джон знал, что клуб был ошибкой. За три дня, которые SAMCRO пробыли в Ирландии, погибло несколько человек. После угроз со стороны Джекса отец Келлан сообщает о местонахождении Абеля. |            |                                              |                      |                                                               |                  |             |                     |
| 37 | 11         | «Молоко» «Bainne»                            | Адам Аркин           | Дэйв Эриксон и Регина Коррадо и Курт Саттер                   | 16 ноября 2010   | 3WAB11      | 3,40                |
| Выясняется, что Абеля уже отдали приёмным родителям. Джемма угрожает пистолетом младенцу, чтобы работники приюта выдали данные о приемных родителях, что те и делают. Джекс наконец-то видит своего сына, но, послушав отца Келлана и вспомнив мемуары своего отца, решает не забирать сына. Джимми похищает Абеля, убивая приёмных родителей, а затем обменивает ребёнка на отца Келлана в качестве заложника. |            |                                              |                      |                                                               |                  |             |                     |
| 38 | 12         | «Свадьба Джун» «June Wedding»                | Фил Абрахам          | Телесценарий: Крис Коллинз История: Курт Саттер               | 23 ноября 2010   | 3WAB12      | 3,27                |
| SAMCRO возвращаются в Чарминг. Джемма говорит Стал, что расскажет, как на самом деле погиб Хейз. Саласар берет Тару в заложники, соглашаясь обменять ее на Джекса. Джекс оказывается один на один с Саласаром и говорит ему, чтобы тот сдался, и тогда его не тронут. Саласар опускает топор, Джекс его убивает и ранит сам себя топором, выдавая убийство за самозащиту. Стал убивает своего партнера (они лесбианки) агента Тайлер и сваливает вину на мексиканцев. На допросе Стал рассказывает, что агент Тайлер призналась ей, что это она убила Эдмонда Хейса, а затем стала свидетелем, как Джемма убила Полли. |            |                                              |                      |                                                               |                  |             |                     |
| 39 | 13         | «НЫ» «NS»                                    | Курт Саттер          | Курт Саттер и Дэйв Эриксон                                    | 30 ноября 2010   | 3WAB13      | 3,59                |
| После признаний Стал Джемма оправдана (ей светит только домашний арест за побег), но она всё равно собирается сдать Стал, так как не хочет, чтобы Джекс стал крысой. Глава русской мафии Путлов, укрывающий Джимми, требует 2 млн. долларов за его голову. SAMCRO кладут в сумки фальшивые деньги и 250 тысяч настоящими купюрами. Помощники Путлова принимают деньги за настоящие, Джимми выдают Сынам. Стал и Джекс подписывают соглашение, Джекс официально становится осведомителем. Стал наведывается в автомастерскую и забирает Джимми, при этом прилюдно называя Джекса осведомителем, так как «хотела превратить принца в грязь». Сыны обещают убить Джекса. Члены SAMCRO получат 3 года вместо 15 или выйдут по УДО через 14 месяцев. Часть Сынов арестовывают и везут в тюрьму. Шеф Ансер под ложным предлогом направляет коллегу Стал в другое место, в это время подъезжают Сыны, оставшиеся на свободе. Пыр сначала делает Джимми улыбку Глазго, а затем убивает его. Рыжий заставляет Стал сесть в машину и положить руки на руль и со словами «Вот что чувствовала Донна» убивает её. Тара и Джемма получают письма от Джекса. Джемма узнает, что сделка Джекса со Стал было одобрена всеми членами SAMCRO, а Джемме не рассказали, чтобы не подставлять. Письмо для Тары Джекс получил от Марин Эшби, любовницы Джона Теллера в Ирландии. Она подложила их в сумку Джекса. В письме Джон понимал, что его жена и лучший друг убьют его. Джон хотел, чтобы его сын избрал другой путь. |            |                                              |                      |                                                               |                  |             |                     |

### Сезон 4 (2011)
| № общий | № в сезоне | Название                                            | Режиссёр             | Автор сценария                             | Дата премьеры    | Произв. код | Зрители в США (млн) |
| --- | ---------- | --------------------------------------------------- | -------------------- | ------------------------------------------ | ---------------- | ----------- | ------------------- |
| 40 | 1          | «Выход» «Out»                                       | Пэрис Баркли         | Курт Саттер                                | 6 сентября 2011  | 4WAB01      | 4,93                |
| Джекс, Клэй и другие члены SAMCRO освобождаются из тюрьмы после 14 месяцев по обвинению в торговле оружием и возвращаются в Чарминг, где встречаются с новым шерифом и помощником прокурора США, которые создали секретную оперативную группу по расследованию деятельности клуба по торговле оружием. В индийской резервации проходит свадебная церемония Рыжего и Лайлы, в то время как Сыновья разрывают свои связи с русской мафией. Джекс делает предложение Таре и говорит о своем желание покинуть Сынов Анархии. |            |                                                     |                      |                                            |                  |             |                     |
| 41 | 2          | «Нагнетатель» «Booster»                             | Гай Ферленд          | Дэйв Эриксон и Крис Коллинз                | 13 сентября 2011 | 4WAB02      | 3,71                |
| Джемма находит записку от Марин Эшби, которая была прикреплена к последним письмам от отца Джекса Джона. Она беспокоится, что либо Тара, либо Джекс знают правду: Джон считал, что Клэй и Джемма будут нести ответственность за его смерть. После того, как Джемма видит, как Абель достает одно из писем из сумочки Тары, Джемма идет в офис Тары, чтобы найти остальные файлы, и находит их вместе со свидетельством о смерти, подписанным Ансером. Она предупреждает Ансера, что Тара начинает копаться в прошлом Джона. SAMCRO сбрасывает тела своих русских жертв на территорию Холмов Чарминга, девелоперского проекта мэра Хейла. Президент Маянцев Маркус Альварес знакомит Клэя с Ромеро «Ромео» Парада, представителем наркокартеля Галлиндо. Они продают картелю весь свой оружейный запас и отправляют запрос в Ирландию на более весомое оружие. Парада также дает Клэю кокаин на продажу. Сыны сильно расходятся во мнении относительно перевозки наркотиков, и Клэй, который хочет запастить наличными на фоне обострения артрита, просит Джекса отдать решающий голос. Джекс соглашается при условии, что Клэй не помешает ему покинуть Сынов Анархии, когда Клэй уйдет, и Клэй неохотно соглашается. Рыжий и Джекс приезжают в резервацию индейцев Вахева, чтобы проверить, как идет производство пуль, но попадают в засаду и оказываются захвачены членами русской мафии, которые требуют вернуть свое оружие. Бандиты дают Клэю один час на то, чтобы привезти оружие, но прежде, чем Клэй и другие начнут действовать, в клуб прибывает полиция, чтобы допросить Сынов о погибших русских. Под надуманном предлогом проведения пожарной инспекции в здании клуба лейтенант Рузвельт разносит мебель и окна с помощью топора. Ромео Парада и его люди прибывают в резервацию Вахева и спасают Джекса и Рыжего, узнав о ситуации с заложниками от своих контактов в русской мафии. Пока члены SAMCRO оценивают ущерб, нанесенный их клубу, Тара объявляет о своей помолвке с Джексом, и Сыны празднуют это. |            |                                                     |                      |                                            |                  |             |                     |
| 42 | 3          | «Муравьи» «Dorylus»                                 | Питер Уэллер         | Реджина Коррадо и Лиз Сагал                | 20 сентября 2011 | 4WAB03      | 3,42                |
| Группа чернокожих молодых людей вызывает Козика на игру в баскетбол, пока он загружает в грузовик оружие. Когда Козик теряет бдительность, подростки сбивают его с ног и угоняют грузовик. Джекс и его люди обращаются к Вивике, местному скупщику и торговцу наркотиками, чтобы узнать, есть ли у нее оружие SAMCRO, но у Вивики его нет. В этот момент Сыны замечают машину воров и бросаются в погоню, но воров останавливают за превышение скорости. Козик храбро отвлекает полицию, стреляя в их машину, а SAMCRO допрашивает воров, которые рассказывают, что продали оружие сыновьям Вивики Лютеру и Вандроссу. Клуб возвращается в дом Вивики, где ее сыновья признаются, что планировали продать оружие, чтобы удивить свою мать пикапом в качестве подарка на ее день рождения. Она возвращает оружие в клуб и кричит на своих глупых мальчиков. Оперативная группа прокурора США запугивает Шустрого, и Рузвельт рассказывает, что он знает, что отец Шустрого чернокожий - откровение, которое, как настаивает Рузвельт, приведет к исключению Шустрого из SAMCRO и, возможно, убийству. Джемма разговаривает с Тарой о письмах Джона Теллера, делится подробностями своего проблемного первого брака и умоляет Тару не рассказывать Джексу. Пайни пытается повлиять на мнение Клэя, рассказывая Джемме о картеле. Между тем, Клэй пытается склонить Бобби к сотрудничеству с картелем, обещая сделать его президентом SAMCRO после своего ухода. Сделка с картелем одобрена с небольшим перевесом голосов 6-5: Клэй, Джекс, Тиг, Рыжий, Майлз и Козик голосуют «за», а Пыр, Пайни, Лыба, Бобби и Шустрый - «против». |            |                                                     |                      |                                            |                  |             |                     |
| 43 | 4          | «Сделка» «Una Venta»                                | Билли Гирхарт        | Курт Саттер и Марко Рамирес                | 27 сентября 2011 | 4WAB04      | 3,28                |
| SAMCRO едет в Тусон, чтобы встретиться с картелем, и связываются с Sons of Anarchy Tucson Arizona chapter (SAMTAZ). Сыны быстро обнаруживают, что их товарищи из Тусона торгуют метамфетамином. Джекс узнает, что незадолго до того, как SAMTAZ проголосовал за участие в торговле с наркотиками, организацию покинули два члена: Маленький Пол был убит, а Реджи вскоре ушел. Он выясняет, что вице-президент клуба и сержант по оружию, Хафф и Бенни, были ответственны за убийство Пола и изгнание Реджи, ожидая, что они будут противостоять вовлечению клуба в торговлю наркотиками. SAMTAZ изгоняет двух предателей, но единогласно голосует за то, чтобы остаться в метамфетаминном бизнесе, к большому огорчению SAMCRO. Джемма разыскивает жену шефа Рузвельта, Риту, и делает щедрые пожертвования на ее благотворительность, направленную против развития Холмов Чарминга. Пайни навещает Тару в больнице, пытаясь узнать, что она знает о Джоне Теллере. Джемма предупреждает Пайни, чтобы он не копал слишком глубоко. Поттер навещает Отто в одиночной камере и рассказывает, что его покойная жена Луанн спала с Бобби. Он обещает вытащить Отто из одиночной камеры, если тот будет против Клуба. SAMCRO встречается с Ромео и забирает первую партию кокаина. |            |                                                     |                      |                                            |                  |             |                     |
| 44 | 5          | «Брикет» «Brick»                                    | Пэрис Баркли         | Дэйв Эриксон и Брейди Даль                 | 4 октября 2011   | 4WAB05      | 3,51                |
| Отто обращается к Джемме и требует справедливости за убийство Луанн. Преемник Луанн Дондо помогает SAMCRO заманить Джорджи Карузо на съемочную площадку, чтобы отомстить за Луанн. Сыны готовятся убить его, но смягчаются, когда выясняют, что он наткнулся на прибыльную возможность для бизнеса, поддерживаемую богатыми азиатскими инвесторами: секс-куклы. Бобби навещает Отто в тюрьме и лжет, что дело сделано. На съемочной площадке Рыжий обнаруживает противозачаточные средства в гримерной Лайлы. Разгневанный тем, что она саботирует их попытки зачать ребенка, он спит с Имой. Пайни говорит Клэю, что он читал письма Джона Теллера, и требует, чтобы Клэй держал клуб подальше от торговли наркотиками. Джемма и Клэй поодиночке обращаются к Ансеру за помощью в поиске писем: Джемма хочет уничтожить их, а Клэй хочет письма в качестве страховки от Пайни. Ансер проникает в офис Тары, но находит только копию писем; когда он их читает, то оказывается шокирован их содержимым и пытается сжечь письма, но Клэй прибывает вовремя, чтобы извлечь из огня все, что осталось целым. Рузвельт дает Шустрому два дня, чтобы принести ему брикет кокаина для выяснения, откуда он. Шустрый крадет брикет, чтобы взять образец, но случайно засыпает, прежде чем вернуть его. Когда Маянцы и SAMCRO встречаются, чтобы распределить брикеты, Пыр объявляет, что один пропал; обе банды подозрительно смотрят друг на друга. |            |                                                     |                      |                                            |                  |             |                     |
| 45 | 6          | «„У“ на конце» «With an X»                          | Гай Ферленд          | Крис Коллинз и Реджина Коррадо             | 11 октября 2011  | 4WAB06      | 3,56                |
| После напряженного выяснения отношений Клэй и Альварес соглашаются, что тот, кто украл недостающий брикет, должен умереть. Клуб психологически запугает двух новичков, ожидая, что они сломаются, но ни один из них не признается. Шустрый достает брикет из укрытия, но его ловит Майлз, направляя на него пистолет. Двое ищут упавшее оружие, Шустрый получил ранение в ногу, но смог найти пистолет и убить Майлза, а затем обвинил его в краже наркотиков. Лайла приходит в клуб и видит, что Има выходит из комнаты Рыжего. Рыжий говорит, что сделал это, потому что нашел ее противозачаточные таблетки, и когда Лайла признается, что сделала аборт, Рыжий говорит, что расстается с ней, пока она не решит, чего хочет. Джекс заманивает Иму в гримерку и бьет ее о стол, предупреждая, чтобы она держалась подальше от его семьи и клуба. Дочь Тига Дон приходит к нему и просит денег, чтобы отвезти свою сестру-близнеца Фаун в реабилитационный центр для лечения от булимии. Джемма и Бобби изучают ее историю и выясняют, что это ложь, но Тиг все равно дает ей деньги, говоря, что ему нравится, когда она рядом. Клэй просит Ромео Парада помочь с его проблемой в виде Тары. Ансер, беспокоясь за безопасность Тары, оставляет в ее машине записку с предупреждением. |            |                                                     |                      |                                            |                  |             |                     |
| 46 | 7          | «Корм для воронья» «Fruit for the Crows»            | Гвинет Хордер-Пейтон | Курт Саттер и Лиз Сагал                    | 18 октября 2011  | 4WAB07      | 3,65                |
| Джемма находит записку, оставленную Таре, и Тару отвозят в клуб для защиты. Альварес знакомит SAMCRO со своими делами по контрабанде кокаина, но когда группа уезжает, они попадают в засаду, и Альвареса ранят. SAMCRO приводит его в клуб. Альварес намекает, что засада и записка с угрозой могут быть работой конкурирующего картеля. Джекс следует за водителем до дома и выясняет, что он невиновен и его заставил организовать нападение картель Лобо Сонора, который держат семью водителя в заложниках. Ромео обещает отправить людей в Чарминг в качестве подмоги, но Бобби, который считает, что действия Клэя поставили под угрозу клуб, призывает проголосовать за выборы нового президента. Когда Шустрый требует встретиться с Поттером перед тем, как принести образец Рузвельту, Поттер приказывает Рузвельту подставить Шустрого с образцом, что Рузвельт неохотно делает после того, как Поттер угрожает подать жалобу. Рузвельт освобождает Шустрого, который возвращается в клуб, где Клэй награждает его нашивкой «Men of Mayhem» за помощь с русскими и Майлзом. У могилы Майлза отчаявшийся Шустрый пытается повеситься на дереве, используя цепь, но его попытка терпит неудачу, так как ветка ломается. |            |                                                     |                      |                                            |                  |             |                     |
| 47 | 8          | «Семейный рецепт» «Family Recipe»                   | Пол Майбаум          | Дэйв Эриксон и Брейди Даль                 | 25 октября 2011  | 4WAB08      | 3,82                |
| Пока банда голосует за будущее президентства Клэя, на клуб нападает картель Лобо Сонора, выбрасывая отрубленные головы двух членов SAMTAZ, включая президента клуба Армандо. Один из членов картеля попадает в плен при нападении, но на Маянцев также напали, в результате те потеряли трех человек и грузовик с наркотиками. Чаки Марштейн вынужден спрятать обезглавленные головы в кастрюле с чили, так как полиция останавливается у клуба. Пайни требует, чтобы Клэй не втягивал клуб в наркобизнес, угрожая принести в клуб письма Джона Теллера, если Клэй не выполнит требование. SAMCRO и Маянцы допрашивают члена картеля, который утверждает, что у Маянцев есть крыса. Джекс предлагает передать ложную информацию о местонахождении оружия и устроить засаду картелю, когда они прибудут за оружием. В засаду подъезжают два грузовика, но один уезжает. Маянцы и Сыны окружают оставшийся грузовик, который оказывается пустым, если не считать обезглавленных трупов двух Маянцев и двух членов SAMTAZ. Тара ссорится с Джексом из-за эскалации насилия, и он предлагает ей устроиться на работу в другую больницу и забрать детей. Пыр обнаруживает, что Шустрый пытается скрыть следы попытки самоубийства, и успокаивает его. Клэй убеждает Эллиота Освальда, что они оба должны вложить деньги в благотворительность Риты Рузвельт, чтобы остановить строительство Холмов Чарминга, утверждая, что Освальд вернет свою землю, когда сделка Джейкоба Хейла потерпит неудачу. После сбора средств Клэй приходит в дом Пайни и убивает его, нацарапав подпись картеля Лобо Сонора на старой фотографии. |            |                                                     |                      |                                            |                  |             |                     |
| 48 | 9          | «Поцелуй» «Kiss»                                    | Билли Гирхарт        | Реджина Коррадо и Марко Рамирес            | 1 ноября 2011    | 4WAB09      | 3,63                |
| Выясняется, что Девятки работают на Лобо Сонора. SAMCRO переманивает их к картелю Галиндо, но в решающий момент члены картеля собираются убить Девяток. Джекс вписывается за Лероя, тем самым спасая его клуб. Тара планирует поездку в Орегон на конференцию. Картель соглашается помочь устранить Тару. После убийства Пайни Джемма разговаривает с Тарой о письмах, а затем уверяет Клэя, что Тара никогда не покажет письма, но Клэй взамен должен пообещать не трогать её. |            |                                                     |                      |                                            |                  |             |                     |
| 49 | 10         | «Руки» «Hands»                                      | Питер Уэллер         | Крис Коллинз и Дэвид Лабрава и Курт Саттер | 8 ноября 2011    | 4WAB10      | 3,93                |
| Несмотря на договоренность, Клэй звонит киллеру. Джекс решает ехать вместе с Тарой. Тару пытаются похитить, но Джекс спасает ее. Во время попытки похищения Тара сильно ранит руку, что может сказаться на ее карьере врача. Джемма понимает, кто стоит за похищением и ругается с Клэем, ругань перерастает в драку, Клэй избивает Джемму. Поттер предлагает сделку Шустрому. |            |                                                     |                      |                                            |                  |             |                     |
| 50 | 11         | «Долг зовёт» «Call of Duty»                         | Гвинет Хордер-Пейтон | Лиз Сагал и Гледис Родригес                | 15 ноября 2011   | 4WAB11      | 4,23                |
| Освальд уведомляет Клэя, что азиатские инвесторы Джорджи Карузо выделили средства на Холмы Чарминга. Отто соглашается пойти против Сынов, но требует, чтобы его казнь была перенесена и чтобы он лично сказал Бобби и клубу о сделке. Бывшая жена Джекса Венди Кейс приносит Таре вазу с цветами в больницу и заявляет о своем намерении вернуть себе место в жизни ее сына Абеля. После того, как Венди уходит, разъяренная Тара разбивает вазу и ломает гипс, еще больше травмируя раненую руку. Джемма посещает больницу и узнает, что Джекс и Тара планируют покинуть Чарминг. Она встречается с Венди и предупреждает ее держаться подальше от Абеля, пока Тара не выздоровеет. Тиг уходит в отставку с должности сержанта по оружию, увидев, что Клэй сделал с Джеммой. Джекс вынужден сдерживать свой гнев по отношению к Клэю, пока клуб готовится нанести ответный удар по картелю Лобо Сонора. Сыны и картель Галиндо окружают лагерь, но заходят на минное поле, где Козик и несколько членов картеля подрываются. Джекс и Пыр прибывают с РПГ, переломив ситуацию, и навсегда уничтожают Лобо Сонора. Бобби, Тиг и Рыжий обращаются к Лайле за помощью в поиске Джорджи Карузо, чтобы наказать его за непреднамеренную помощь Хейлу. Когда Сыны запихивают Джорджи в багажник машины, он признается, что послал людей к Луанн, но только с намерением запугать, но потом все пошло не так. Тиг и Рыжий заправляют его машину пулями. Рыжий на эвакуаторе едет к Пайни и находит тело своего отца. Ансер следует за ним и говорит, что это Клэй убил Пайни. |            |                                                     |                      |                                            |                  |             |                     |
| 51 | 12         | «Сожжён и развеян по ветру» «Burnt and Purged Away» | Пэрис Баркли         | Курт Саттер и Дэйв Эриксон                 | 22 ноября 2011   | 4WAB12      | 3,85                |
| SAMCRO договаривается с Ирландскими Королями о будущих поставках. Джекс разговаривает с Венди насчет ее возвращения. Клэй навещает Тару и пытается с ней договориться. Отто идет на сделку с Поттером, к большому огорчению Бобби. Рыжий, разочарованный в клубе и Джексе, требует мести. Он едет в клуб и стреляет в Клэя. Джекс вовремя вмешивается, тем самым предотвращая убийство Клэя. Покушение вешают на Девяток. |            |                                                     |                      |                                            |                  |             |                     |
| 52 | 13         | «Быть. Действие первое» «To Be, Act 1»              | Курт Саттер          | Курт Саттер и Крис Коллинз                 | 29 ноября 2011   | 4WAB13      | 4,42                |
| Тиг в одиночку пытается убить Лероя, что может спровоцировать войну. Джемма рассказывает Джексу, что Клэй заманил Джона одного в засаду Майянцев, но тот выжил. Мотоцикл, который окажется неисправным, ремонтировал Лоуэлл-старший, а через некоторое время его убили. Также Джемма рассказывает про убийство Пайни и покушение на Тару. Джемма отдает письма, но не все, и говорит Джексу убить Клэя. Тара согласна с этим решением, она дает шприц с веществом, разжижающим кровь, что приведет к смерти Клэя. |            |                                                     |                      |                                            |                  |             |                     |
| 53 | 14         | «Быть. Действие второе» «To Be, Act 2»              | Курт Саттер          | Курт Саттер и Крис Коллинз                 | 6 декабря 2011   | 4WAB14      | 4,24                |
| Выясняется, что Парада и Торрес работают на ЦРУ, которое помогает одному картелю, уничтожая другие. Сделка с Ирландскими Королями сорвалась, так как они будут вести дела только с Клэем. Сделку Поттера с Отто отменили, так как федералы хотят дальше разрабатывать Ирландских Королей. Парада и Торрес заставляют Джекса дальше работать с ирландцами. Поттер на собрании городской мэрии рассказывает о незаконной деятельности азиатских инвесторов Джейкоба Хейла. Джемма сжигает обличающие ее письма. Джекс собирается сделать инъекцию Клэю, но тот просыпается. Джекс, приставив нож к горлу Клэя, заставляет того покинуть пост президента. Джекс становится президентом клуба, Рыжий – вице-президентом. Тара с детьми решает остаться в Чарминге. |            |                                                     |                      |                                            |                  |             |                     |

### Сезон 5 (2012)
| № общий | № в сезоне | Название                                  | Режиссёр             | Автор сценария                             | Дата премьеры    | Произв. код | Зрители в США (млн) |
| --- | ---------- | ----------------------------------------- | -------------------- | ------------------------------------------ | ---------------- | ----------- | ------------------- |
| 54 | 1          | «Самодержец» «Sovereign»                  | Пэрис Баркли         | Курт Саттер                                | 11 сентября 2012 | 5WAB01      | 5,37                |
| Президентство Джекса началось неважно после того, как Девятки напали на одну из партий оружия SAMCRO. Джемма находит нового союзника во время пьянки. Клэй пытается вернуть себе благосклонность клуба, раскрывая часть правды о смерти Пайни. Дэймон Поуп и его команда мстят Тигу ужасным способом. Рыжий отвергает предложение Джекса сидеть за столом. В Чарминге происходит несколько вторжений в дома, во время одного нападения достается Ансеру.                                                          |            |                                           |                      |                                            |                  |             |                     |
| 55 | 2          | «Властью наделенный» «Authority Vested»   | Питер Уэллер         | Реджина Коррадо                            | 18 сентября 2012 | 5WAB02      | 4,17                |
| Джекс и Пыр прячутся в борделе Неро, планируя свой следующий шаг. Тиг и клуб прочесывают Окленд в поисках второй дочери Фоун. Посреди хаоса Джекс и Тара устраивают свадебную церемонию. Неро договаривается о партнерстве с Джексом. |            |                                           |                      |                                            |                  |             |                     |
| 56 | 3          | «Выбор мишени» «Laying Pipe»              | Адам Аркин           | Кем Нунн и Лиз Сагал и Курт Саттер         | 25 сентября 2012 | 5WAB03      | 3,80                |
| Джекс, Рыжий, Тиг и Пыр оказываются в окружной тюрьме. Картель покровительствует им на зоне, поэтому Поуп решает достать их через охрану. Он встречается с Джексом в кабинете директора тюрьмы и ставит жестокие условия: 50 штук с каждой партии наркотиков, Тиг останется в тюрьме, до конца дня один из Сынов должен умереть. В это время обиженная Джемма натравливает Венди на Тару. Клэй с Шустрым едут в бордель, где подоспевшая Джемма устраивает скандал. В тюрьме Рыжего убивают на глазах оставшихся. |            |                                           |                      |                                            |                  |             |                     |
| 57 | 4          | «Украденный велосипед» «Stolen Huffy»     | Парис Баркли         | Крис Коллинз                               | 2 октября 2012   | 5WAB04      | 4,60                |
| После рейда полицейских в бордель все девушки и Джемма оказываются в тюрьме Чарминга. Под подозрение о натравливании полицейских попадает бывшая сотрудница борделя. За ней начинают охоту мексиканцы и Джекс. В это время Венди не теряет надежды быть ближе к Абелю и встречается с Тарой. Вечером происходит прощание с телом Рыжего в клубе. |            |                                           |                      |                                            |                  |             |                     |
| 58 | 5          | «Туша вздрогнула» «Orca Shrugged»         | Гвинет Гордер-Пейтон | Реджина Коррадо и Курт Саттер              | 9 октября 2012   | 5WAB05      | 4,34                |
| Джекса не покидает мысль о честном заработке для клуба, для этого он предлагает партнерство Неро в борделе. Место под бордель он пытается арендовать у мэра Чарминга. Для этого президент клуба достает компромат на главного конкурента Хэйла. Происходит встреча главы ИРА, Сынов и картеля Галиндо о заключении сделки на крупную партию оружия. |            |                                           |                      |                                            |                  |             |                     |
| 59 | 6          | «Мир тесен» «Small World»                 | Адам Аркин           | Роберто Патино                             | 16 октября 2012  | 5WAB06      | 4,03                |
| В больнице умирает жена шерифа. В бешенстве, он нападает на трассе на Сынов, подозревая их в случившемся. Его подозрения небезосновательны, т.к. за этим стоит Клэй с новыми членами банды. По его плану, после свержения Джекса, он восстанавливает статус кво и делится со всей прибылью с новыми компаньонами. |            |                                           |                      |                                            |                  |             |                     |
| 60 | 7          | «Сумасшедшая езда» «'Toad's Wild Ride'»   | Питер Уэллер         | Курт Саттер и Крис Коллинз                 | 27 октября 2012  | 5WAB07      | 4,30                |
| Уэйн Ансер подозревает в проникновениях новых членов банды. Клэй, чувствуя это, приказывает Бродягам убить Ансера, но сам приходит на место и расправляется с ними, тем самым пытаясь снять с себя все подозрения. Очередной любовник Джеммы обкрадывает и угоняет её машину, становясь мишенью для Сынов и Неро. Ночью на трассе чернокожие совершают нападение на Джекса, Тига и Элвиса. В это же время, обкуренная Джемма попадает в ДТП с внуками.                                                            |            |                                           |                      |                                            |                  |             |                     |
| 61 | 8          | «Разрушение» «Ablation»                   | Карен Гавиола        | Майк Дэниелс                               | 30 октября 2012  | 5WAB08      | 4,58                |
| Пострадавший в аварии Абель находится в больнице. Клэй пытается выгородить Джемму, но Джекс и Тара все равно узнают правду от Неро и запрещают Джемме видеться с внуками. Сыны с помощью Поупа находят тех, кто обстрелял их на шоссе и разделываются с ними. Джекс дает матери шанс искупится: ей необходимо втереться в доверие к Клэю и собрать на него компромат. |            |                                           |                      |                                            |                  |             |                     |
| 62 | 9          | «Пойти порыбачить» «Andare Pescare»       | Билли Гирхарт        | Лиз Сагал и Курт Саттер                    | 6 ноября 2012    | 5WAB09      | 3,96                |
| Сыны выходят на след беглеца Фрэнки. Клэй пытается добраться до него первым, чтобы убрать как свидетеля, но его опережают мафиози, которые и прикрывали Фрэнки. У Джекса опять нет доводов, чтобы прижать Клэя. В это время Тара предпринимает очередную попытку убедить Отто Делани изменить показания против Сынов с помощью духов его жены. Джекс встречается с шерифом Рузвельтом, показывает ему тело Фрэнки и просит назвать стукача из банды. Шериф косвенно подтверждает мысли президента о Шустром.      |            |                                           |                      |                                            |                  |             |                     |
| 63 | 10         | «Распятый» «Crucifixed»                   | Гай Ферленд          | Кем Нунн                                   | 13 ноября 2012   | 5WAB10      | 4,58                |
| После выяснения отношений с Шустрым о его предательстве, Джекс предлагает Шустрому путь к искуплению. Отомстить за смерть Рыжего оказывается сложно, так как один из преступников оказывается под защитой Мрачных Ублюдков, что приводит к разногласиям между Джексом и Бобби. Пока Джемма пытается приблизиться к Клэю, Тара оказывает Отто последнюю услугу – приносит крест его жены, которым Отто внезапно убивает медсестру.                                                                                 |            |                                           |                      |                                            |                  |             |                     |
| 64 | 11         | «Каждому своё» «To Thine Own Self»        | Пэрис Баркли         | Майк Дэниелс и Джон Барчески и Курт Саттер | 20 ноября 2012   | 5WAB11      | 4,23                |
| Так как Отто после убийства стал ненадежным свидетелем, дело RICO против SAMCRO развалилось. Джекс выводит клуб из бизнеса с наркотиками, найдя других поставщиков для Ромеро. |            |                                           |                      |                                            |                  |             |                     |
| 65 | 12         | «Укол» «Darthy»                           | Питер Уэллер         | Курт Саттер и Крис Коллинз                 | 27 ноября 2012   | 5WAB12      | 4,25                |
| Бобби договаривается с Клэем, чтобы тот рассказал всю правду об организованных нападениях в Чарминге. Клэй рассказывает, его изгоняют из клуба. Бобби был единственным, кто проголосовал против убийства Клэя. |            |                                           |                      |                                            |                  |             |                     |
| 66 | 13         | «Всё под контролем» «'J'ai Obtenu Cette'» | Курт Саттер          | Курт Саттер и Крис Коллинз                 | 4 декабря 2012   | 5WAB13      | 4,66                |
| Клэй и Шустрый упаковывают вещи Клэя, готовясь к переезду Клэя в Ирландию. Джекс и Тиг убивают Поупа и подставляют Клэя в убийстве с помощью Шустрого и Джеммы. После убийства Поупа, Джекс продолжает вести дела с его заместителем Августом Марксом. Бобби выясняет, что сделал Джекс, и спорит с ним, а затем оставляет свою нашивку вице-президента на столе. Тара арестована по обвинению в заговоре с целью убийства. Джемма приходит в дом Джекса, чтобы утешить его.                                      |            |                                           |                      |                                            |                  |             |                     |

### Сезон 6 (2013)
| № общий | № в сезоне | Название                                | Режиссёр             | Автор сценария                              | Дата премьеры    | Произв. код | Зрители в США (млн) |
| --- | ---------- | --------------------------------------- | -------------------- | ------------------------------------------- | ---------------- | ----------- | ------------------- |
| 67 | 1          | «Соломинка» «Straw»                     | Пэрис Баркли         | Курт Саттер                                 | 10 сентября 2013 | 6WAB01      | 5,87                |
| Пока Тара находится в тюрьме, в SAMCRO поменялся вице-президент, а Бобби уезжает из города. Клуб сталкивается с жестокими иранцами-порнопродюсерами в доках Стоктона и в результате завязывает партнерские отношений с бывшим полицейским, который нанимает Джекса, чтобы помочь местной мадам легализоваться. Люди Поупа по-прежнему хотят, чтобы Джекс сдал им Тига. В католической школе происходит жестокая стрельба из оружия, связанного с торговлей оружием клуба. |            |                                         |                      |                                             |                  |             |                     |
| 68 | 2          | «Сонет 116» «One One Six»               | Питер Уэллер         | Крис Коллинз и Адрия Лэнг                   | 17 сентября 2013 | 6WAB02      | 4,63                |
| Стрельбу в школе совершил кто-то, связанный с двоюродным братом Неро, которому дали несколько KG-9. Джекс связывается с ирландцами, желая уйти из оружейного бизнеса, но ирландцам не нравится эта идея. Торик предлагает Клэю помощь с обвинением в убийстве в обмен на информацию о SAMCRO. Когда Клэй отказывается, Торик подделывает подпись Клэя на соглашении о признании вины. Двоюродного брата Неро и его подругу, чей сын устроил стрельбу в школе, убивают и хоронят. В другом месте Бобби добавил еще одного члена в свой список новобранцев. |            |                                         |                      |                                             |                  |             |                     |
| 69 | 3          | «Покаяние» «Poenitentia»                | Гай Ферленд          | Чарльз Мюррей и Курт Саттер                 | 24 сентября 2013 | 6WAB03      | 4,48                |
| Вместо того, чтобы убить Клэя в тюрьме, чернокожие заключенные приказывают Клэю убить ножом одного заключенного. Джекс и Бароски сводят счеты с иранцами. Торик случайно убивает проститутку, которую привел в свой номер в мотеле. Говоря трупу, что он сыграет важную роль, Торик берет образцы волос и крови, чтобы подкинуть их в грузовик Неро. Джекс отправляет Тига обратно на склад, где хранилось украденное у иранцев оборудование. Тиг ждет там новобранцев, которые, по словам Джекса, придут помочь переместить оборудование, но вместо них появляется Август, преемник Поупа. Тара сообщает Джексу, что она беременна. |            |                                         |                      |                                             |                  |             |                     |
| 70 | 4          | «Вольфсангель» «Wolfsangel»             | Билли Гирхарт        | Курт Саттер и Кем Нанн                      | 1 октября 2013   | 6WAB04      | 4,59                |
| Торик берет Клэя навестить Отто; Клэй передает Отто заточку. Торик говорит Отто, что прикажет перестать насиловать и избивать его, если тот предоставит информацию, которая может быть использована против SAMCRO. Затем Торик дает Отто блокнот, чтобы тот записал грехи SAMCRO. Отто пишет оскорбительное замечание о сестре Торика, а затем убивает его. Охранники убивают Отто. Гален, разгневанный тем, что Джекс хочет уйти от торговли оружием, идет в амбар Освальда, убивает и расчленяет члена SAMCRO Фила и новобранца SAMCRO. Джекс мстит нацистам, которые, по его мнению, напали на Ансера, убивая их, а затем кладет оружие, поставленное ирландцами, в здание нацистов. После этого Сыны сжигают дом, выдавая это за внутренние разборки. Рузвельт просит личное дело Торика, подозревая, что Торик что-то задумал. Шериф отпускает Неро домой, но его грузовик остается конфискованным. |            |                                         |                      |                                             |                  |             |                     |
| 71 | 5          | «Безумный король» «The Mad King»        | Гвинет Гордер-Пейтон | Крис Коллинз и Роберто Патино и Курт Саттер | 8 октября 2013   | 6WAB05      | 4,46                |
| Тара тайно договаривается с Лоуэн о том, чтобы Венди взяла под опеку Томаса и Абеля, если Тара будет осуждена или по иным причинам недееспособна, чтобы держать их подальше от Джеммы и бизнеса клуба. Хотя Сынам не удалось схватить Галена, они захватили несколько ирландцев, но не убили их. Старейшинам ИРА в Ирландии не нравится возмездие Джекса, но Джекс пытается убедить их, что Гален вышел из-под контроля и пытается нажиться в одиночку. Джекс говорит старейшинам ИРА, что Август будет надежным покупателем оружия, несмотря на то что он черный. В клубе Джекс замечает ручку с трилистником и понимает, что в пивной бочке, доставленная ранее в тот же день, находится бомба. После того, как все убегают в безопасное место, в клубе SAMCRO происходит взрыв. |            |                                         |                      |                                             |                  |             |                     |
| 72 | 6          | «Обломки» «Salvage»                     | Адам Аркин           | Майк Дэниелс и Курт Саттер                  | 15 октября 2013  | 6WAB06      | 4,35                |
| По пути на встречу с представителями нескольких чартеров Сынов Анархии Западного побережья, SAMCRO остановили продажные полицейские, но байкерам удалось сбежать. На собрании Джекс объявляет о завершении оружейного бизнеса с ИРА, и его речь встречают с согласием и одобрением. Бобби приводит новых членов в Чарминг. Прокурор штата по-прежнему угрожает привлечь к ответственности Тару, если она не даст показаний против Сынов. Рузвельт обыскивает комнату Торика в мотеле. Найдя следы пуль на полу и шприцы, уезжает, убежденный в невиновности Неро. |            |                                         |                      |                                             |                  |             |                     |
| 73 | 7          | «Отлучить от ребенка» «Sweet and Vaded» | Пэрис Баркли         | Курт Саттер и Адриа Лэнг                    | 22 октября 2013  | 6WAB07      | 4,38                |
| SAMCRO приходит на помощь трансгендерному другу Неро. Тара решительно настроена порвать с Джеммой, но, возможно, не с Джексом. Тара инсценирует нападение и получает запретительный судебный приказ против Джеммы. |            |                                         |                      |                                             |                  |             |                     |
| 74 | 8          | «Призраки» «Los Fantasmas»              | Питер Уэллер         | Роберто Патино и Курт Саттер                | 29 октября 2013  | 6WAB08      | 4,20                |
| Окружной прокурор сливает в прессу историю о возможных поставщиках оружия, которое использовалось для стрельбы в школе, и эта история попадает на первую полосу городской газеты. Неизвестный мужчина убивает Биз-Лата (Byz-Lats - Byzantine Latinos) посреди улицы в присутствии Джекса и других Сынов. Биз-Латы пытаются убить нападавшего, но Джекс вмешивается, обнаружив, что сын стрелка погиб во время стрельбы в школе, и история в газете подтолкнула его убить Биз-Лата. Полицейские приезжают в дом этого человека и становятся свидетелями самоубийство, так как отец чувствует, что у него больше нет цели в жизни. Неро, все еще находящийся в тюрьме, решает признаться в поставке оружия, а не обвинять Сынов. Паттерсон сначала принимает его признание, но позже раскаивается, увидев эффект от слитой истории (отец совершает самоубийство), и освобождает Неро после того, как судебно-медицинская экспертиза доказала, что Торик убил Эрин Бирн. |            |                                         |                      |                                             |                  |             |                     |
| 75 | 9          | «Евангелие от Иоанна 8:32» «John 8:32»  | Гай Ферланд          | Кем Нанн и Курт Саттер                      | 5 ноября 2013    | 6WAB09      | 4,49                |
| Паттерсон (окружной прокурор) выделяет Рузвельту дополнительных силы для наблюдения за Джексом и клубом. Кроме того, Паттерсон создает препятствия для работы «Диосы» и оказывает давление на Бароски в Стоктоне из-за его отношений с Сынами. Осознавая риск столкновения с Паттерсон, клуб соглашается пойти на компромисс и сделать предложение окружному прокурору. Джекс идет в ее офис и соглашается сдать ИРА (Гэлана) в течение следующих 10 дней в обмен на иммунитет для клуба. Паттерсон соглашается и говорит Джексу, что она перестанет давить на клуб следующие 10 дней. В больнице Джемма сталкивается с Маргарет Мерфи, которая случайно подтверждает подозрение Джеммы, что Тара никогда не была беременна. Джемма рассказывает Джексу, что сказала Маргарет, и что Тара подает на развод. В замешательстве Джекс заманивает Лоуэн в фургон Ансера и добивается от нее правды о том, что Тара планирует развестись с ним и забрать детей. В этом эпизоде также показана история о девочке-подростке, которая обвиняет Сынов в смерти своей матери. Её мать оказывается бездомной женщиной, которую Джекс видел в городе последние шесть лет. |            |                                         |                      |                                             |                  |             |                     |
| 76 | 10         | «Хуань Ву» «Huang Wu»                   | Билли Гирхарт        | Курт Саттер и Чарльз Мюррей                 | 12 ноября 2013   | 6WAB10      | 4,38                |
| Тара застает Джекса в постели с Коллетт и сердито уходит. Разгневанная происходящим, она решает попытаться заключить сделку с Паттерсон, но Паттерсон отказывается, заявив, что сделка больше не действительна. |            |                                         |                      |                                             |                  |             |                     |
| 77 | 11         | «Ничего личного» «Aon Rud Persanta»     | Питер Уэллер         | Крис Коллинз и Курт Саттер                  | 19 ноября 2013   | 6WAB11      | 4,17                |
| Клэя освобождают из тюрьмы при перевозке, при этот Бобби оказывается ранен. Джекс убивает ирландцев и Клэя. Паттерсон недовольна тем, как Джекс выполнил свою часть сделки, и делает вид, будто собирается отказаться выполнять свою часть сделки. Тара думает пойти на сделку, чтобы не попасть в тюрьму и навсегда вытащить себя и сыновей из Чарминга. |            |                                         |                      |                                             |                  |             |                     |
| 78 | 12         | «Ты мое солнышко» «You Are My Sunshine» | Пэрис Баркли         | Кем Нанн и Майк Дэниелс и Курт Саттер       | 3 декабря 2013   | 6WAB12      | 4,58                |
| Когда Джекс приближается к тому, чтобы навсегда вывести SAMCRO из оружейного бизнеса, Тара скрывается вместе с детьми. Узнав, что Сыны передают оружейный бизнес Августу Марксу, Альварес обращается к Неро. Шустрый случайно рассказывает Неро, что он убил Дарвани Дженнингс(мать школьного стрелка) по указу Джекса. |            |                                         |                      |                                             |                  |             |                     |
| 79 | 13         | «Работа матери» «'A Mother's Work'»     | Курт Саттер          | Курт Саттер и Крис Коллинз                  | 10 декабря 2013  | 6WAB13      | 5,17                |
| Альварес и Лин заключают соглашение против Девяток, которое угрожает закрыть бизнес SAMCRO в Стоктоне. Джекс находит Тару. Теллер договаривается с окружным прокурором, что он сдастся, но его семью и клуб не тронут. Джемма, узнав от Уэйна новость о ближайшем аресте сына, решила, что Тара "заключила сделку" и убивает её. Последствия замечает шериф Рузвельт, но его ждет смерть от рук Шустрого. Джекс приезжает домой, откуда его должны забрать и находит Тару. |            |                                         |                      |                                             |                  |             |                     |

### Сезон 7 (2014)
| № общий | № в сезоне | Название                                               | Режиссёр      | Автор сценария                             | Дата премьеры    | Произв. код | Зрители в США (млн) |
| --- | ---------- | ------------------------------------------------------ | ------------- | ------------------------------------------ | ---------------- | ----------- | ------------------- |
| 80 | 1          | «Чёрный вдовец» «Black Widower»                        | Пэрис Баркли  | Курт Саттер                                | 9 сентября 2014  | 7WAB01      | 6,20                |
| Шустрый прячется от клуба в доме Венди, но Ансер находит его. Джемма обвиняет китайцев в убийстве Тары, в результате одного из китайцев Сыны жестоко пытают и убивают. |            |                                                        |               |                                            |                  |             |                     |
| 81 | 2          | «Дело и последствие» «Toil and Till»                   | Билли Гирхарт | Чарльз Мюррей и Курт Саттер                | 16 сентября 2014 | 7WAB02      | 4,83                |
| Сыны убивают китайцев, срывая поставку оружия Лину. Затем SAMCRO убивают двух помощников из чартера Индиан-Хиллз, делая их виновными в разборке с китайцами. |            |                                                        |               |                                            |                  |             |                     |
| 82 | 3          | «Играя с монстрами» «Playing with Monsters»            | Крейг Яхата   | Питер Элкофф и Курт Саттер                 | 23 сентября 2014 | 7WAB03      | 4,13                |
| Сыны сначала подставляют Девяток, а потом банду Августа Маркса. Шустрый хочет вернуться в клуб. |            |                                                        |               |                                            |                  |             |                     |
| 83 | 4          | «Бедные овечки» «Poor Little Lambs»                    | Гай Ферланд   | Кем Нанн и Курт Саттер                     | 30 сентября 2014 | 7WAB04      | 4,04                |
| Шустрого объявляют в розыск и Джемма уговаривает его отсидеться в доме её отца. Азиаты в качестве мести взрывают новый клуб Сынов, а потом расстреливают сотрудниц «Диосы». |            |                                                        |               |                                            |                  |             |                     |
| 84 | 5          | «Странные события» «Some Strange Eruption»             | Питер Уэллер  | Роберто Патино и Курт Саттер               | 7 октября 2014   | 7WAB05      | 4,32                |
| Неро узнает, что Джекс лгал ему, но все же решает помочь. Сыны заманивают в ловушку всю банду Лина. Лин в недоумении от обвинений Джекса в убийстве Тары. |            |                                                        |               |                                            |                  |             |                     |
| 85 | 6          | «Кури, если есть» «'Smoke 'em if You Got 'em'»         | Гай Ферленд   | Майк Дэниелс и Курт Саттер                 | 14 октября 2014  | 7WAB06      | 4,42                |
| Шустрый обращается за помощью к Майянцам, но те сдают его Сынам. Сыны, желая заручиться поддержкой Арийского братства, расстреливают банду Августа Маркса. |            |                                                        |               |                                            |                  |             |                     |
| 86 | 7          | «Зелёные рукава» «Greensleeves»                        | Пэрис Баркли  | Гледис Родригес, Джош Ботана и Курт Саттер | 21 октября 2014  | 7WAB07      | 4,29                |
| Шустрый попадает в тюрьму по заданию Сынов. Бобби захвачен в плен начальником охраны Августа Маркса. |            |                                                        |               |                                            |                  |             |                     |
| 87 | 8          | «Разделение Сынов» «The Separation of Crows»           | Чарльз Мюррей | Питер Элкофф, Джон Барчески и Курт Саттер  | 28 октября 2014  | 7WAB08      | 3,94                |
| Джекс убивает Юрия, так как тот сдал Лину тайник с оружием. Юрий сделал это, так как Сыны (не зная того) убили сына Юрия (он был одним из помощников из чартера Индиан-Хиллз). SAMCRO соглашаются сказать Моузесу(начальник охраны Маркса), где спрятан труп, но не выдают семью пастыря. Моузес все равно лишает Бобби пальцев, ведь Джекс решил, что можно обсуждать условия сделки. |            |                                                        |               |                                            |                  |             |                     |
| 88 | 9          | «Что за зверь - человек» «What a Piece of Work Is Man» | Питер Уэллер  | Майк Дэниелс, Роберто Патино и Курт Саттер | 4 ноября 2014    | 7WAB09      | 3,88                |
| Август Маркс собирается передать Сынам Бобби, но при передаче убивает его. Пыр передает шерифу Джарри заявление от жены пастыря о возможном местонахождении тела её мужа, Августа Маркса арестовывают. |            |                                                        |               |                                            |                  |             |                     |
| 89 | 10         | «Вера и отчаяние» «Faith and Despondency»              | Пэрис Баркли  | Кем Нанн, Гледис Родригес и Курт Саттер    | 11 ноября 2014   | 7WAB10      | 4,38                |
| Сыны убивают начальника охраны Августа Маркса. Авель порезал себе руку и свалил вину на Джемму. Джекс в попытке утешить сына рассказывает ему, что Венди - его настоящая мама. Авель в ответ спрашивает, не для этого ли Джемма убила Тару, чтобы освободить место для Венди. Ранее Авель случайно подслушал, как Джеммы призналась в убийстве младшему сыну Джекса. |            |                                                        |               |                                            |                  |             |                     |
| 90 | 11         | «Наряд и мишура» «Suits of Woe»                        | Питер Уэллер  | Питер Элкофф, Майк Дэниелс и Курт Саттер   | 18 ноября 2014   | 7WAB11      | 4,62                |
| Венди рассказывает, что Джемма прятала Шустрого в ее квартире, чтобы уберечь от клуба. Шустрый в тюрьме убивает Лина и узнает, что их выдал не Юрий, а Бароски. Джекс расспрашивает Шустрого, тот рассказывает всю правду об убийстве Тары. Китайца, которого SAMCRO зверски убили, даже не было в городе в день убийства Тары. Другие Сыны и Неро также узнают правду. Джемма уезжает из Чарминга. |            |                                                        |               |                                            |                  |             |                     |
| 91 | 12         | «Красная роза» «Red Rose»                              | Пэрис Баркли  | Курт Саттер и Чарльз Мюррей                | 2 декабря 2014   | 7WAB12      | 5,05                |
| Шустрого убивают в тюрьме по приказу Джекса. Джемма едет в дом престарелых к отцу. Приехавший Ансер пытается арестовать ее. Джекс сначала убивает Ансера, который попытался защитить Джемму, а затем и свою мать. |            |                                                        |               |                                            |                  |             |                     |
| 92 | 13         | «Папины вещи» «'Papa's Goods'»                         | Курт Саттер   | Курт Саттер                                | 9 декабря 2014   | 7WAB13      | 6,40                |
| Джекса мучают последствия лжи Джеммы о смерти Тары: убийство невиновных азиатов, разборки банд, бойня в Диосе, убийство Бобби. Ранее Джекс убил Юрия, считая, что тот выдал тайник с оружием Лину. Позже станет известно, что это сделал Бароски, а Юрия убили по ошибке. Чартер Индиана-Хиллз за убийство члена клуба на голосовании выносят смертный приговор Джексу. SAMCRO вынужден проголосовать аналогично. Джекс рассказывает прокурору правду об убийстве Тары и убивает Бароски и Августа Маркса. Пыр становится президентом SAMCRO, Тиг – вице-президентом. Венди и Неро с детьми уезжают из Чарминга. Джекс дал указание Венди рассказать подросшим детям, что их отец был преступником. Полиция объявляет Джекса Теллера в розыск за убийство и устраивает за ним погоню. Джекс на «восстановленном» байке отца выезжает на встречную полосу под фуру, совершая самоубийство. |            |                                                        |               |                                            |                  |             |                     |